# 寨子乡 (隰县)
寨子乡，是中华人民共和国山西省临汾市隰县下辖的一个乡镇级行政单位。2021年5月，撤销陡坡乡，整建制并入寨子乡。

## 行政区划
寨子乡下辖以下地区：
寨子村、坪城村、下桑峨村、中桑峨村、峪里村、马家村、定国村、上干村、无愚村、但头村和去延村。